# Die Brücken am Fluß
Die Brücken am Fluß (Originaltitel: The Bridges of Madison County) ist ein Filmdrama aus dem Jahr 1995. Regisseur, Produzent und männlicher Hauptdarsteller ist Clint Eastwood, die weibliche Hauptrolle spielt Meryl Streep. Der Film basiert auf dem Roman Die Brücken von Madison County von Robert James Waller aus dem Jahr 1992.

## Handlung
Mitte der 1990er-Jahre: Nach dem Tod von Francesca Johnson ordnen ihre beiden erwachsenen Kinder Michael und Carolyn deren Nachlass. Ihre Mutter hat in ihrem Testament verfügt, sich einäschern und ihre Asche von der Roseman Bridge verstreuen zu lassen. Die Kinder wundern sich darüber und stoßen bei ihren Nachforschungen auf ihnen bisher unbekannte Fotos ihrer Mutter aus dem Jahr 1965. Aus einem ihrer Briefe erfahren sie, dass ihre Mutter damals eine Affäre mit einem Fotografen hatte, der 1982 verstarb und ebenfalls verfügte, dass man seine Asche von der Roseman Bridge verstreuen solle. Die Kinder sind zunächst empört, lesen dann aber die drei Tagebücher ihrer Mutter und erfahren, was sich damals zugetragen hatte.
Die ursprünglich aus Italien stammende Francesca Johnson ist 1965 eine Mittvierzigerin, die mit ihrer Familie auf einer Farm in Winterset, Iowa, lebt. Als ihr Mann Richard mit den beiden Kindern für vier Tage zu einer Landwirtschaftsausstellung nach Illinois fährt, bleibt Francesca allein zurück. Sie widmet sich ihrer Alltagsarbeit, als ein Autofahrer vorbeikommt, um sie nach dem Weg zu fragen. Der Unbekannte ist Robert Kincaid, ein Fotograf aus Bellingham, der für National Geographic die überdachten Brücken von Madison County fotografieren soll. Nach einem vergeblichen Versuch, den Weg mit Worten zu erklären, begleitet Francesca den Fremden kurzerhand zu der gesuchten Roseman Bridge. Auf der Fahrt dorthin kommen sie ins Gespräch. Francesca ist skeptisch und fasziniert zugleich von Roberts lockerer und weltoffener Art. Wieder daheim, bittet sie ihn, auf einen Eistee mit ins Haus zu kommen. Schließlich bleibt er sogar zum Abendessen.
Francesca fühlt sich mehr und mehr zu Robert hingezogen. Sie entdeckt durch ihn ihre eigenen, verloren geglaubten Sehnsüchte wieder, für die in ihrem Alltagsleben kein Platz mehr ist. Trotz gegenteiliger Beteuerungen ist sie mit ihrem Leben nicht glücklich. Als sie nach dem Zweiten Weltkrieg mit ihrem damals in Italien stationierten Mann nach Amerika kam, hatte sie sich das Leben dort anders vorgestellt, zumal sie außerdem für ihren Mann ihre Stellung als Lehrerin aufgeben musste, da dieser nicht wollte, dass sie arbeitete. Nach und nach erfährt sie mehr über Roberts Leben. Er ist ungebunden, viel in der Welt unterwegs und war auch schon für ein paar Tage in ihrer italienischen Heimatstadt Bari. Francesca ist begeistert, empfindet aber gleichzeitig angesichts ihres eigenen einfachen Hausfrauendaseins Minderwertigkeitskomplexe. Nachdem es wegen ihrer unterschiedlichen Lebensentwürfe zu einer kleinen Missstimmung kommt, reist Kincaid wieder ab. Francesca bereut es, ihn vertrieben zu haben, und befestigt eine Nachricht an der Roseman Bridge, die Kincaid am folgenden Morgen fotografieren will.

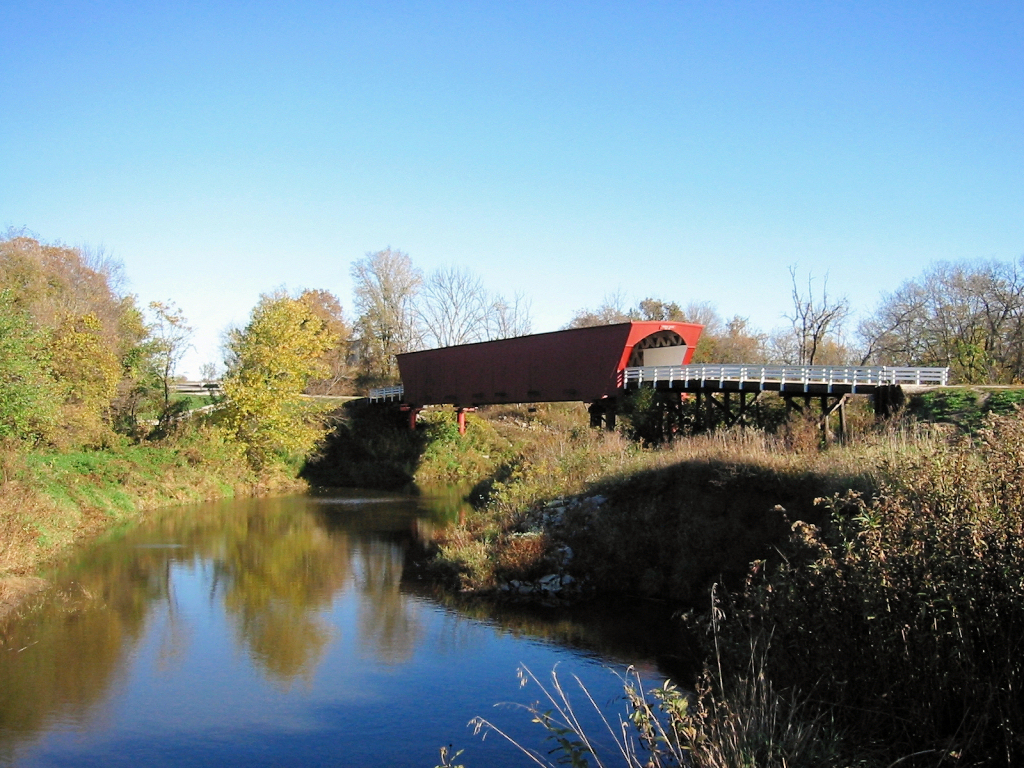
Roseman Bridge im Madison County, einer der Drehorte (2001)

Am nächsten Tag findet Robert die Nachricht und verabredet sich mit ihr für den frühen Abend an der Brücke. Während sich Francesca im nahe gelegenen Des Moines ein neues Kleid kauft, wird Kincaid zufällig Zeuge von Anfeindungen der Ortsbewohner gegenüber einer Frau namens Lucy Redfield, die eine Affäre mit einem anderen Mann gehabt haben soll. Robert befürchtet, Francesca in ähnliche Schwierigkeiten zu bringen, und bietet ihr an, das Treffen abzusagen, doch Francesca lässt sich nicht davon abbringen. Am Abend kommen sich die beiden nun auch körperlich näher und verbringen die Nacht miteinander.
In den nächsten zwei Tagen nutzen sie die verbleibende Zeit für gemeinsame Ausflüge in die Umgebung. Dann steigert sich Francesca in die Vorstellung, sie sei für Kincaid nur eine von vielen Affären in aller Welt; sie wirft ihm vor, ein Eigenbrötler mit Bindungsängsten zu sein. Robert aber meint es ernst mit ihrer Beziehung und bittet sie, mit ihm zu kommen. Obwohl Francesca Robert liebt, verbietet ihr die Rücksicht auf ihren treuen Ehemann und die halbwüchsigen Kinder, ihr bisheriges Leben aufzugeben. Zudem ahnt sie, dass eine mögliche Zukunft mit Kincaid schwer belastet werden würde, wenn sie ihre Familie verließe. Sie bittet Kincaid daher, es bei den vier außergewöhnlichen Tagen zu belassen und die Erinnerung daran zu behalten.
Einige Tage später ist sie mit ihrem inzwischen zurückgekehrten Mann in der Stadt und sieht Robert unmittelbar vor seiner Abfahrt von weitem noch ein letztes Mal. Sie ist knapp davor, aus dem Auto zu steigen und zu ihm zu rennen, zögert aber – und Robert fährt weiter. Später beschließt sie, Kontakt zu der von allen gemiedenen Lucy Redfield zu suchen, mit der sie später eine tiefe Freundschaft verbinden wird. Erst vierzehn Jahre später, nach dem Tod ihres Mannes, versucht Francesca, wieder Kontakt zu Robert aufzunehmen, kann ihn jedoch nicht ausfindig machen. Nach drei weiteren Jahren erhält sie Post von Kincaids Anwalt und erfährt, dass Robert verstorben ist und ihr alle seine Habseligkeiten hinterlassen hat.
Durch die Lektüre der Tagebücher können die Kinder ihre Mutter nun besser verstehen und reflektieren über ihre eigenen Eheprobleme. Gemeinsam mit Lucy Redfield kommen sie Francescas Wunsch nach, ihre Asche in den Fluss unterhalb der Roseman Bridge zu streuen.

## Hintergrund

### Vorproduktion und Besetzung
Amblin Entertainment, die Produktionsfirma von Steven Spielberg und Kathleen Kennedy, kaufte die Filmrechte an Robert James Wallers Roman Ende 1991, noch bevor dieser veröffentlicht wurde. Die Summe lag bei verhältnismäßig bescheidenen 25.000 US-Dollar, denn zu diesem Zeitpunkt war noch nicht abzusehen, dass der Roman zu einem weltweit erfolgreichen Bestseller werden würde. Die Vorbereitungen zu dem Film gestalteten sich langwierig, mehrere Regisseure und Drehbuchautoren stiegen in das Projekt ein und aus. Spielberg überlegte zeitweise selbst die Regie zu übernehmen, war allerdings durch sein Großprojekt Schindlers Liste beansprucht, weswegen er von diesen Plänen wieder Abstand nahm. Daraufhin wurde Sydney Pollack für die Regie verpflichtet, der Robert Redford in der männlichen Hauptrolle besetzen wollte. Pollack trat allerdings wenig später wieder von der Regie zurück.
Nach dem Ausstieg Pollacks wurde 1992 der vor allem für Miss Daisy und ihr Chauffeur bekannte Australier Bruce Beresford als Regisseur verpflichtet. Er wollte eine europäische Schauspielerin für die Rolle der Francesca besetzen und dachte dabei unter anderem an Catherine Deneuve, Lena Olin, Sônia Braga und Isabella Rossellini, während das produzierende Studio Warner Brothers – wohl aus kommerziellen Gründen – eher amerikanische Schauspielerinnen wie Meryl Streep, Susan Sarandon und Jessica Lange favorisierte. Zudem gab es Unstimmigkeiten mit Steven Spielberg, da Beresford das in den Augen vieler Beteiligter gelungene Drehbuch von Richard LaGravenese überarbeiten lassen wollte. Im August 1994, weniger als einen Monat vor dem angesetzten Drehbeginn, warf Beresford das Handtuch und die Produktion drohte zu scheitern – zumal auch die weibliche Hauptrolle noch nicht besetzt war.

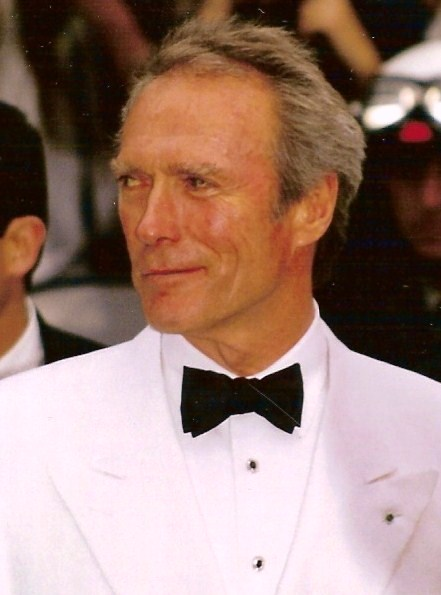
Clint Eastwood im Jahr 1994

Clint Eastwood, der bereits seit 1992 für die männliche Hauptrolle feststand, zeigte sich von den Problemen zusehends genervt. Terry Semel, der verantwortliche Produzent bei Warner, bot Eastwood daraufhin die Regie an. Nach kurzer Bedenkzeit stieg Eastwood schließlich als Regisseur und Mitproduzent in das Filmprojekt ein. Eastwood hatte zuvor seit dem Jahr 1971 bei insgesamt 17 Filmen Regie geführt und 1992 mit dem Western Erbarmungslos einen großen Erfolg gefeiert, doch gehörten seine bisherigen Filme dem Western-, Action- oder Krimigenre an. Insofern bot das Liebesdrama Die Brücken am Fluß eine neue Herausforderung für ihn.
Neben den bereits genannten Kandidatinnen überlegte Warner Brothers, eine deutlich jüngere Schauspielerin als die 45-jährige Streep zu nehmen. Für Clint Eastwood war Streep die favorisierte Kandidatin, einerseits da seine Mutter das Buch gelesen hatte und ihm Streep als ihre Wunschbesetzung nannte, andererseits da der 64-jährige keine zu große Altersdiskrepanz zwischen ihm und seiner Filmpartnerin wünschte. Meryl Streep stand dem Filmprojekt zunächst kritisch gegenüber, da sie die Romanvorlage als „Verbrechen gegen die Literatur“ empfand, erst nach dem Lesen des Drehbuchs änderte sie ihre Meinung. Streep stieg schließlich für vier Millionen US-Dollar Gage sowie einem Prozentanteil an den Einnahmen des Filmes in das Projekt ein. Im englischen Originalton spricht Meryl Streep ihre Rolle mit einem leichten italienischen Akzent, in der deutschen Synchronfassung wurde dies nicht übernommen.

### Adaption und Drehbuch
Die Romanvorlage von Robert James Waller verkaufte sich zwar millionenfach und stand über mehrere Jahre auf Bestsellerlisten, wurde aber auch von vielen Kritikern als „New-Age-Schwulst“ oder als „auf schmerzhafte und protzige Weise sensibel“ zerrissen. Richard LaGravenese versuchte mit seinem Drehbuch daher die kritisierten Schwächen der Romanvorlage zu eliminieren, aber zugleich die romantische Grundhaltung des Stoffes zu bewahren. Ähnlich wie die Frage nach dem Regisseur und der Hauptdarstellerin war auch die Entwicklung des Drehbuchs von Problemen geprägt. So waren vor LaGravenese schon Kurt Luedtke und danach Ronald Bass mit dem Entwurf eines Drehbuchs beauftragt worden, lieferten aber keine zufriedenstellenden Ergebnisse.
LaGraveneses Drehbuch verlegt sich im Vergleich zum Roman mehr auf die Perspektive von Francesca, während es zugleich die Figur des Robert Kincaid weniger prätentios und dafür bodenständiger gestaltet: Beispielsweise wird Francesca im Buch nach Roberts Tod dessen poetisches Essay namens Falling from Dimension Z zugeschickt, in der Verfilmung bekommt sie stattdessen einen Bildband namens Four Days, der die Brücken des Madison County enthält. Die Szene, in der sich Robert und Francesca ein letztes Mal sehen, ist im Buch deutlich anders gestaltet: So ist sich Robert im Buch nicht bewusst, dass Francesca ihn sieht. Die Figur der von der Dorfgemeinschaft verstoßenen Lucy wurde für den Film neu hinzugefügt, damit sich Robert der Konsequenzen bewusst wird, die die Affäre für Francesca haben kann. Viele Dialoge wurden neu geschrieben oder im Vergleich zum Roman abgeändert. LaGravenese nahm sich David Leans Filmklassiker Begegnung, der eine ebenso kurze wie intensive Beziehung zwischen zwei verheirateten Menschen thematisiert, als richtungsweisendes Vorbild. Ähnlich wie in Begegnung baut sich die Verliebtheit langsam durch kleine Details und Gesten, gemeinsame Gespräche und zunehmende Vertrautheit auf.
Als Eastwood die Regie übernahm, forderte er LaGravenese auf, sich mit seinem Drehbuch nicht zu weit von der beliebten Vorlage zu entfernen und einige der denkwürdigen Kernsätze des Buches in das Drehbuch aufzunehmen. Eastwoods Ziel war es, dass sich die zahlreichen Leser des Romans zufrieden mit der Adaption zeigen sollten. Zugleich versuchte Eastwood von der idealisierten Romanze im Buch wegzukommen und diese lebensnaher zu gestalten, etwa indem ein paar Verstimmungen und Auseinandersetzungen zwischen dem Liebespaar eingebaut wurden.

### Dreharbeiten
Die Dreharbeiten fanden vom 15. September 1994 bis zum 31. Oktober 1994 an verschiedenen Orten in Iowa statt. Eastwood drehte die Szenen von ihm und Streep streng in chronologischer Reihenfolge, wodurch die Emotionen von einer Szene in die andere für die beiden Schauspieler leichter übertragbar waren. Im Anschluss an die Dreharbeiten mit Streep, die rund vier Wochen dauerten, wurden die Szenen mit Francescas Kindern gedreht. Wie bei vielen seiner Filme war der als Autorenfilmer im Hollywood-Geschäft arbeitende Eastwood ein schnell arbeitender Regisseur, der auf spontane Einfälle und präzise Vorbereitung am Set setzte, anstatt alle Szenen viele Male zu wiederholen. So nahm er etwa die Szene, in der er als Robert versehentlich beinahe ein Bier in der für ihn fremden Küche von Francesca fallen lässt, in den fertigen Film auf. Mit Eastwoods Arbeitsmethoden wurde der Film einige Tage vor dem eigentlich geplanten Drehschluss fertig und die Produktionskosten beliefen sich auf rund 22 Millionen US-Dollar, was bereits damals für einen starbesetzten Hollywood-Film eine unterdurchschnittliche Summe war.

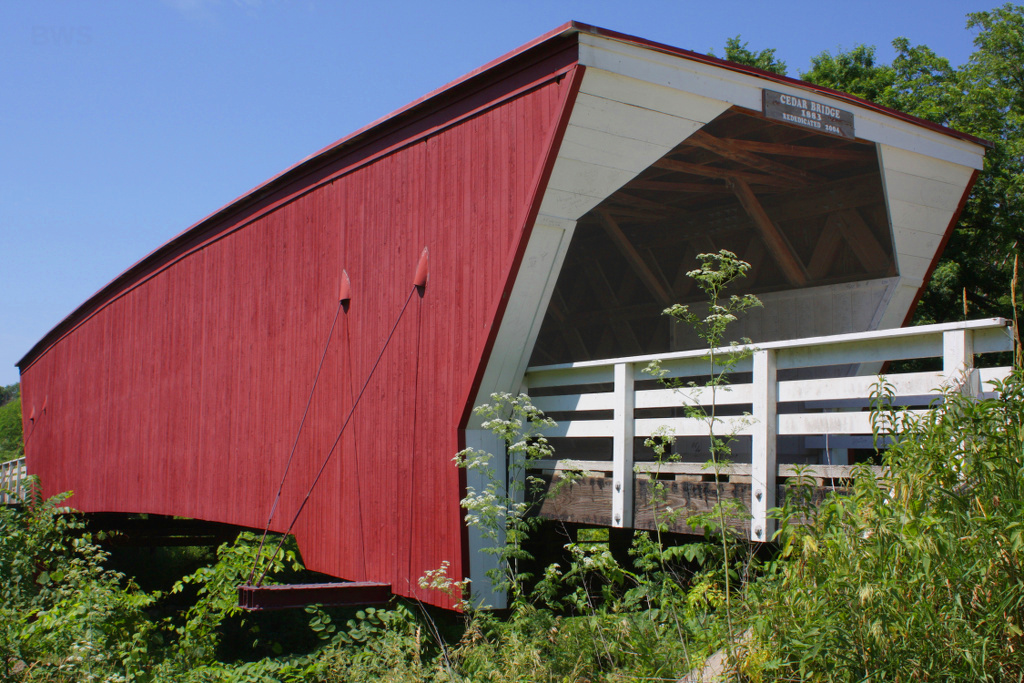
Die neue Cedar Bridge im Madison County (2016)

Eastwood fuhr direkt vor seiner Zusage, die Regie zu übernehmen, die Lokalitäten in Iowa ab und suchte nach interessanten Schauplätzen. Er stoppte unter anderem den Plan, die Roseman Bridge für den Film nachzubauen, und drehte stattdessen an der echten Roseman Bridge – das sparte insgesamt rund 1,5 Millionen Dollar. Ein heruntergekommenes und bereits von Tieren bevölkertes Farmhaus, das seit rund 20 Jahren leerstand, wurde restauriert und zum Haus der Familie Johnson im Film gemacht. Eine der Brücken, die 1883 erbaute Cedar Bridge, wurde am 3. September 2002 durch Brandstiftung zerstört. In der Folge wurde ein Nachbau der Brücke errichtet, der am 9. Oktober 2004 eingeweiht wurde.
Die Musikberatung bei der Songauswahl übernahm Clint Eastwoods Mitarbeiter Bruce Ricker, als Komponist der Filmmusik fungierte Lennie Niehaus. Verwendung fanden Songs von Johnny Hartman, Dinah Washington, Irene Kral, Barbara Lewis sowie zwei Versionen der Instrumental-Komposition Doe Eyes, die Eastwood selbst schrieb und von Lennie Niehaus arrangiert wurde. In einer Szene im Jazz-Club sieht man kurz einen Jazzmusiker am Kontrabass, dabei handelt es sich um Clint Eastwoods Sohn Kyle Eastwood.

## Synchronisation
Die deutsche Synchronfassung entstand zur Kinopremiere 1995 bei der FFS Film- & Fernseh-Synchron in München. Hartmut Neugebauer schrieb das Dialogbuch und übernahm die Synchronregie, er lieh zudem Jim Haynie als Francescas Ehemann Richard die Stimme.
| Rolle                             | Darsteller     | Deutsche Synchronstimme |
| --------------------------------- | -------------- | ----------------------- |
| Robert Kincaid                    | Clint Eastwood | Klaus Kindler           |
| Francesca Johnson                 | Meryl Streep   | Dagmar Dempe            |
| Carolyn Johnson                   | Annie Corley   | Gudrun Vaupel           |
| Michael Johnson                   | Victor Slezak  | Pierre Peters-Arnolds   |
| Richard Johnson                   | Jim Haynie     | Hartmut Neugebauer      |
| Mr. Peterson, Testamentsverwalter | Richard Lage   | Alexander Allerson      |

## Rezeption

### Kinostart und Finanzen
Kinostart in den USA war am 2. Juni 1995, in Deutschland lief er am 28. September 1995 an. Der Film spielte in den Kinos weltweit rund 182 Millionen US-Dollar ein, davon rund 71 Millionen US-Dollar in den USA, was einen großen kommerziellen Erfolg bedeutete.

### Kritiken
Richard Corliss vom Magazin Time nannte Eastwood einen der „zurückhaltendsten Regisseure – wo das Buch gafft, beobachtet der Film diskret (…)“. Das Drehbuch behandele reife Themen und handle über die „Erwartung und Konsequenzen der Liebe – den langsamen Tanz der Abschätzung, das Warten auf den Beginn einer erotischen Bewegung, die nicht abgelehnt wird, über die Gespräche, was zu tun ist, wenn die erotische Hitze zu einem Liebeslicht heranreift“. Der Film handele aus, was die Effekte der Affäre auf die bis dahin ihrem Gatten treue Ehefrau und auf den wurzellosen Mann, der bemerke, dass er die eine Frau brauche, sie aber nicht dauerhaft halten könne, sind. Corliss sah den Film als „Geschenk“ – des für seine vielen Frauenbeziehungen bekannten – Eastwoods „an die Frauen“: „An Francesca, an alle Frauen, die er einmal geliebt hat – und an Streep, die literarische Süßlichkeit in eine intelligente Leidenschaft im Film alchemisiert.“
Susanne Weingarten schrieb anlässlich der deutschen Kinopremiere in Der Spiegel, dass es in Eastwoods Welt „lange überhaupt nur Platz für Männer gegeben“ habe und er nur für „klassische Herrengenres“ Filme inszeniert habe. Darum sei Die Brücken am Fluß, „eine auf den ersten Blick ebenso unauffällige wie unaufwendige Romanze, in Wahrheit die größte Herausforderung, der er sich je in seiner Karriere gestellt hat.“ Eastwood breche mit dem „Traum vom unverwundbaren Tough Guy“. Es sei „Francescas Geschichte. Und Eastwood hat die Größe, sie spielen zu lassen.“ Die Brücken am Fluß sei ein „altmodisches Kammerspiel, ein Film, der nicht mehr will, als eine einfache Geschichte von zwei Menschen zu erzählen. Denn die Welt der Menschen, das hat Clint Eastwood irgendwann begriffen, ist viel aufregender als die Welt der Mythen. Wahre Helden sterben alt.“ Neben Eastwood hob Weingarten auch das Drehbuch von Richard LaGravenese sowie die „sinnliche“ Schauspielleistung von Meryl Streep hervor. Diese spiele so „selbstvergessen, als wisse sie genau, daß dieser Film ihr gehört.“
Der katholische Filmdienst war hingegen nur begrenzt zufrieden: „Die vordergründig-sentimentale Story ist mit dezenter, oft kühler Intimität inszeniert worden, ohne allerdings der psychologischen Eindimensionalität der erfolgreichen Romanvorlage entgehen zu können.“ Es sei ein „zwiespältiger Film“, der „ethische Fragestellungen“ nur indirekt anklingen lasse.

### Auszeichnungen
Bei der Oscarverleihung 1996 war Meryl Streep in der Kategorie Beste Hauptdarstellerin nominiert. Zur Verleihung der Golden Globe Awards 1996 waren Meryl Streep als Beste Hauptdarstellerin – Drama nominiert sowie der Film in der Kategorie Bester Film – Drama. Bei der Verleihung der Screen Actors Guild Awards 1996 erhielt Meryl Streep ebenfalls eine Nominierung als Beste Hauptdarstellerin.
Clint Eastwood gewann einen ASCAP-Award 1996 in der Kategorie Top Box Office Films. Die American Society of Cinematographers nominierte Kameramann Jack N. Green für einen ASC-Award 1996 für außerordentliche Leistungen in der Kameraarbeit eines im Kino veröffentlichten Spielfilms. Bei der Verleihung der BMI Film & TV Awards 1996 gewann Lennie Niehaus einen Preis für die Filmmusik. Für einen César 1996 war Die Brücken am Fluß als Bester ausländischer Film nominiert.
Das legendäre französische Filmmagazin Cahiers du cinéma wählte Die Brücken am Fluß 1999 gemeinsam mit Brian De Palmas Carlito’s Way (1993) und Hou Hsiao-Hsiens Goodbye South, Goodbye (1996) zum besten Film der 1990er-Jahre. Das American Film Institute setzte den Film 2002 auf ihrer Liste der besten amerikanischen Liebesfilme aller Zeiten auf Platz 90.